# Tranvia Lecce-San Cataldo
La tranvia Lecce-San Cataldo collegò fra il 1898 ed il 1933 il capoluogo della provincia di Lecce con il litorale adriatico, rappresentando l'occasione per il rilancio delle contrade del litorale.

## Storia

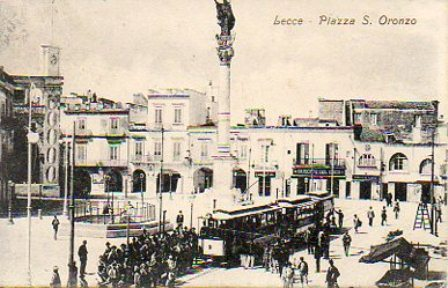
Tram al capolinea di piazza Sant'Oronzo, in una cartolina dei primi anni Dieci

Secondo quanto previsto dal progetto elaborato dalla società Impresa Elettrica Ruggieri-Koppel, il 25 giugno 1889 venne inaugurata la linea tranviaria di collegamento fra Lecce e San Cataldo.
Quest'ultima località ospitava l'antico porticciolo della città da tempo ridotto ad approdo per piccoli natanti e collocato in una zona costiera interessata dalla malaria che si intendeva risanare in seguito alle istanze mosse da banchieri, proprietari e commercianti della zona.
La concessione per la costruzione e l'esercizio della linea fu affidata nel 1897 ai signori Arhur Koppel, rappresentante della omonima società di Berlino, e Pasquale Ruggieri di Lecce, che costituirono allo scopo la citata società; i lavori di costruzione richiesero meno di un anno.
La Koppel era una vera e propria società multinazionale, presente direttamente o attraverso proprie controllate in Europa, Asia, Africa, Sudamerica e Australia, e mantenne di fatto sempre il controllo della società concessionaria, fino ad estromettere Ruggieri dal nome della stessa ed assumere la proprietà dello stabilimento balneare di San Cataldo da quest'ultimo gestito. Nel 1899 l'ingegner Ruggieri, fino ad allora direttore d'esercizio, lasciò la società.
Fin dall'inaugurazione l'esercizio proseguì regolarmente nonostante un contenzioso fra la Koppel ed il Comune di Lecce, che aveva concesso la costruzione della linea senza preventiva autorizzazione da parte del Ministero competente, non ricevendo dunque alcuna contribuzione sussidiaria.
Tale situazione, che vedeva un debito da parte del Comune via via crescente, fu risolta nel 1910, allorché fu concordata una cifra per il riscatto della tranvia cui seguì una nuova gara per la concessione dell'esercizio della stessa, assegnato alla Società Elettrica Leccese, all'uopo costituita dall'imprenditore romano Giovanni Giani. La SEL assunse dunque l'esercizio della tranvia a partire dal 1º gennaio 1911.
L'esercizio ad opera della SEL proseguì fino al 1918 quando, a causa della difficile situazione finanziaria e della difficoltà di ottenere la richiesta di concessione tra il Ministero dei lavori pubblici e il Comune, il contratto con la SEL fu disdetto. Si giunse così, dopo un nuovo periodo di contenzioso, al riscatto dei servizi dell'illuminazione, del gas e della tranvia da parte del Comune, avvenuto il 1º gennaio 1921.
Il periodo di gestione diretta da parte del Comune di Lecce perdurò fino al 1925, anno in cui grazie alla concessione finalmente rilasciata dal Ministero i servizi furono riaffidati per cinque anni alla Società Elettrica Salentina, poi confluita nella Società Elettrica della Puglia Meridionale, in seguito ridenominata Società Generale Pugliese di Elettricità: quest'ultima, in conseguenza del mancato interesse a mantenere l'esercizio tranviario, chiese ed ottenne la soppressione dell'impianto ratificata dal Governo il 13 marzo 1933.

## Caratteristiche tecniche
|  | Unknown route-map component "uexKBHFa" |

|  | Unknown route-map component "uexBHF" |

|  | Unknown route-map component "uexBHF" |

|  | Unknown route-map component "uexBHF" |

| Unknown route-map component "uexKDSTaq" | Unknown route-map component "uexABZgr+r" |

|  | Unknown route-map component "uexBHF" |

|  | Unknown route-map component "uexKBHFe" |

Il capolinea urbano era situato in piazza Sant'Oronzo, nelle adiacenze della omonima colonna ed era dotato di binario di raddoppio; da qui le rotaie, dopo una fermata dotata di raddoppio di binario presso la tettoia del mercato coperto, aggiravano il castello e, superate piazza delle Erbe, via Santa Lucia, e viale Italia, raggiungevano la villa comunale (giardino Garibaldi) incontrando la diramazione per il deposito.
Quest'ultimo, che ospitava altresì la centrale elettrica utilizzata dalla Koppel, che aveva rilevato dalla Tuscan Gaz Company Limited la gestione dell'illuminazione cittadina, sia per alimentare la tranvia che per fornire il nuovo servizio di illuminazione elettrica. Nell'area, posta nell'area industriale che già ospitava, oltre al gasometro, una fabbrica di sapone, un birrificio e un pastificio, erano presenti la palazzina adibita a direzione e uffici e una rimessa a quattro vie che poteva ospitare fino a 12 vetture.
La sede della tranvia, lunga 12,7 km, seguiva poi il percorso della preesistente strada comunale per San Cataldo, di cui impegnava il lato destro, fino a San Cataldo, dove il capolinea era ubicato in prossimità dei ruderi romani del molo Adriano.
Armata con un binario a scartamento metrico costituito da rotaie Vignoles da 24 kg/m, la linea raggiungeva pendenze del 20 per mille.
Lungo il percorso erano presenti tre posti di incrocio, dotati altresì di postazione telegrafica, presso il borgo Fulgenzio, in corrispondenza della chiesa di Sant'Antonio, edificata nel 1910, e le masserie Crocifisso e Torricella.

## Materiale rotabile
Il servizio Lecce-San Cataldo era basato su corse svolte ogni 45 minuti per effettuare le quali si rendevano necessari quattro convogli. Gli stessi erano generalmente costituiti da coppie motrice più rimorchiata, rotabili dei quali in letteratura restano poche tracce.
Da un documento del 1932 si evince come la consistenza del parco fosse di 6 elettromotrici e 5 rimorchiate.
Tali rotabili erano stati acquistati a cura della Arthur Koppel, e risultavano di costruzione tedesca. Le elettromotrici disponevano di otto posti di prima classe e quattordici di seconda ed erano dotate di un elegante schema verniciatura giallo-rosso, in seguito sostituita da altra livrea più scura.
La numerazione del parco veicoli era verosimilmente 1÷6 per le motrici e 11÷15 per le rimorchiate.